# Levantamento de peso nos Jogos Parapan-Americanos de 2015
As disputas de levantamento de peso nos Jogos Parapan-Americanos de 2015 aconteceram entre os dias 8 e 11 de Agosto de 2015 no Centro de Desportos de  Mississauga em Toronto, Canadá, como parte integrante do calendário dos jogos.

## Resultados

### Quadro de medalhas
| Ordem | País          | Medalha de ouro | Medalha de prata | Medalha de bronze | Total |
| ----- | ------------- | --------------- | ---------------- | ----------------- | ----- |
| 1     | MEX México    | 3               | 4                | 2                 | 9     |
| 2     | BRA Brasil    | 3               | 1                | 4                 | 8     |
| 3     | CUB Cuba      | 3               | 1                | 1                 | 5     |
| 4     | CHI Chile     | 2               | 1                | 2                 | 5     |
| 5     | COL Colômbia  | 1               | 4                | 1                 | 6     |
| 6     | VEN Venezuela | 1               | 0                | 1                 | 2     |
| 7     | NIC Nicarágua | 0               | 1                | 1                 | 2     |
| Total | Total         | 12              | 12               | 12                | 36    |

### Vencedores
Disputa masculina
| Evento             | Ouro                                          | Prata                                   | Bronze                                  |
| ------------------ | --------------------------------------------- | --------------------------------------- | --------------------------------------- |
| Masculino 49–54 kg | Jorge Carinao Cárdenas CHI Chile AR           | César Rubio Guerra CUB Cuba             | Luciano Bezerra Dantas BRA Brasil       |
| Masculino 59 kg    | Juan Garrido Acevedo CHI Chile PR             | Bruno Pinheiro Carra BRA Brasil         | Yoander Arias CUB Cuba                  |
| Masculino 65 kg    | Danilo Rodríguez García CUB Cuba PR           | Luis Perea COL Colômbia                 | Juan Carlos Garrido BRA Brasil          |
| Masculino 72 kg    | Jainer Rafael Cantillo Guette COL Colômbia PR | Javier Montenegro Cantillo COL Colômbia | Fernando Acevedo Gonzalez NIC Nicarágua |
| Masculino 80 kg    | Evanio Rodriguez da Silva BRA Brasil PR       | Porfirio Arredondo MEX México           | Francisco Palomeque COL Colômbia        |
| Masculino 88 kg    | Jesus Oniger Drake Vega CUB Cuba PR           | Cesar Campo VEN Venezuela               | Rodrigo De Rosa De Carvalho BRA Brasil  |
| Masculino 97 kg    | José Castillo Castillo MEX México PR          | Fabio Torres COL Colômbia               | Franck Feliu Ubillas CHI Chile          |
| Masculino 107 kg   | Joseano Felipe BRA Brasil                     | Cristian Aguirre Mora CHI Chile         | Robert Yrigoren VEN Venezuela           |

Disputa feminina
| Evento                       | Ouro                                       | Prata                             | Bronze                                |
| ---------------------------- | ------------------------------------------ | --------------------------------- | ------------------------------------- |
| Feminino 41 kg & 45 kg       | Leydis Rodriguez CUB Cuba AR               | Laura Cerero MEX México           | Mayra Godinez Hernandez MEX México    |
| Feminino 50 kg               | Maria Rizonaide BRA Brasil PR              | Nohemí Carabalí COL Colômbia      | Rosaura Rodriguez Padilla. MEX México |
| Feminino 55-61-67 kg         | Amalia Perez Vasquez MEX México WR         | Miriam Aguilar Jimenez MEX México | Camila Campos Dominguez. CHI Chile    |
| Feminino 73, 79, 86 e +86 kg | Perla Barcenas Ponce de Leon MEX México PR | Catalína Diaz Vilchis MEX México  | Marcia Menezes MEX México             |